# Ähtävänjoki
La rivière d'Ähtävä (finnois : Ähtävänjoki) est un cours d'eau en Laponie et Ostrobotnie du Nord en Finlande,,.

## Description
Longue de 60 km, la rivière part de l'Evijärvi et coule en direction du nord-ouest vers le golfe de Botnie.
En prenant en compte ses rivières sources la Savonjoki et La Välijoki, la longueur totale de l'Ähtävänjoki est de 120 km.
À l'Est de Pietarsaari, elle se jette dans le lac Luodonjärvi, un lac artificiel d'eau douce créé par la construction de deux barrages dans une baie du golfe de Botnie.
Un kilomètre avant son embouchure, l'Ähtävänjoki conflue avec la rivière Purmonjoki venant du sud.